# Roberto César Zardim Rodrigues
Roberto César Zardin Rodrigues, meglio noto come Roberto César o semplicemente come Roberto (Sapiranga, 19 dicembre 1985), è un ex calciatore brasiliano, di ruolo attaccante.